# 國際橘
國際橘（英語：International Orange）是橘色之一，在國際上廣泛作為醒目標示的顏色之用。美國舊金山的金門大橋即採用此色。

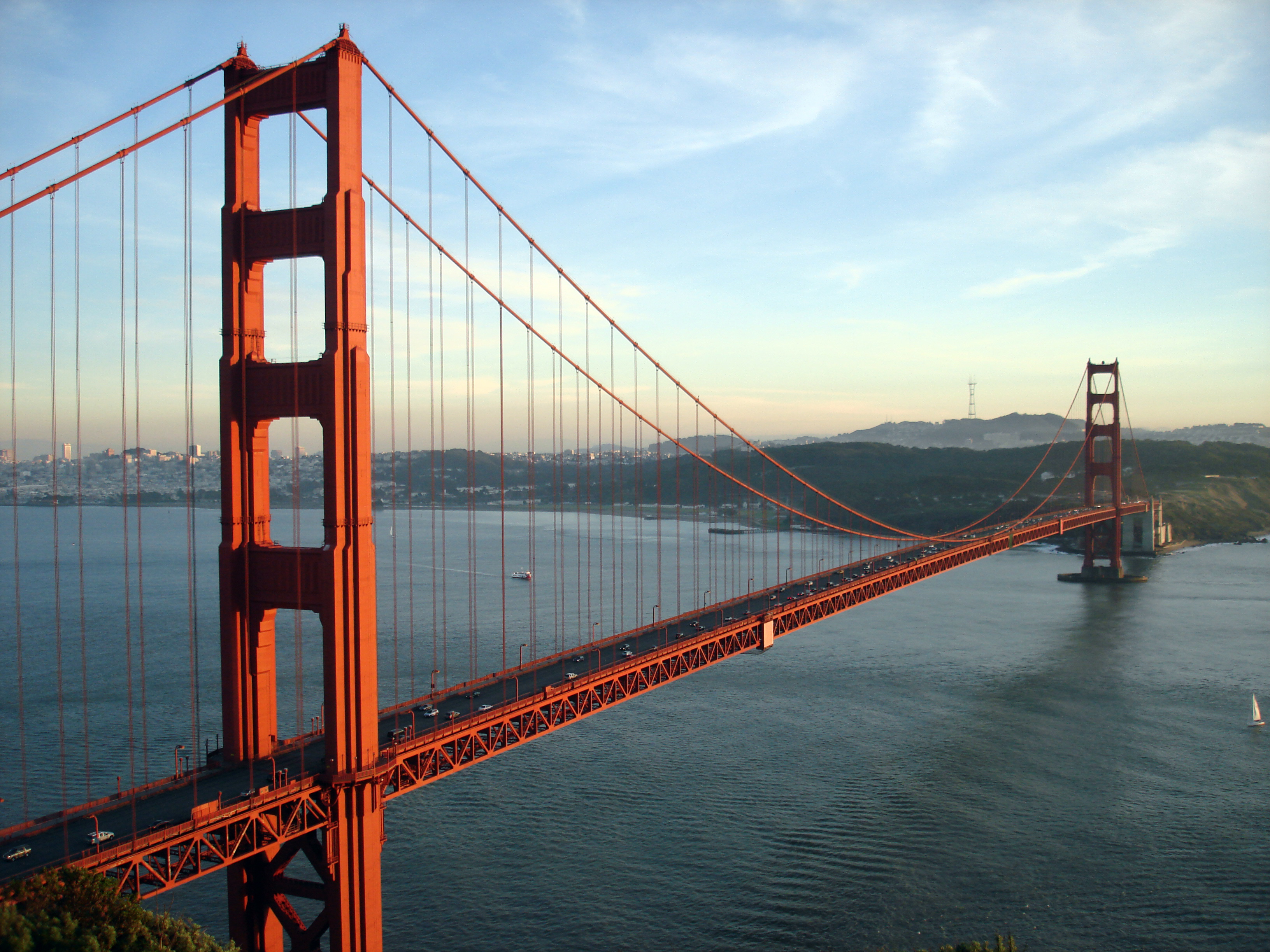
金門大橋